# Shakya Chogden
Shakya Chogden (gser mdog pan chen shakya mchog ldan), (1428-1507), est un érudit du bouddhisme tibétain. Il a écrit de nombreux ouvrages dont un où il professe en posant des questions aux lecteurs.